# Baltschieder
Baltschieder is een gemeente en plaats in het Zwitserse kanton Wallis, en maakt deel uit van het district Visp.
Baltschieder telt 1.268 inwoners.